# Erika Suchovská
Erika Suchovská (* 27. července 1967, Hodonín) je bývalá česká reprezentantka v atletice a držitelka stříbrné medaile v běhu na 200 metrů z Halového mistrovství Evropy v atletice ve Stockholmu v roce 1996.

## Kariéra
Prvními sporty, kterým se věnovala, byly stolní tenis a volejbal. Původně neměla v úmyslu dělat atletiku, lákal ji spíše volejbal. K atletice se dostala náhodou, protože ji učitel tělocviku ve škole vybral, aby reprezentovala školu na Poháru Československého rozhlasu. Tam bez předchozího tréninku zaběhla 100 m za 12,4 s. Na základě tohoto dobrého výsledku začala s atletickým tréninkem.
Po třech letech tréninku se Erika Suchovská stala v roce 1989 mistryní tehdejšího Československa v běhu na 100 m i na 200 m. Na trati 100 m dosáhla čas 11,59 s a na dvojnásobné trati 23,84 s. Reprezentaci Československa se napřed ještě vyhýbala, protože se nechtěla zapojit do tehdejšího systému vrcholového sportu. V dalších letech získala řadu titulů mistryně republiky ve sprintech a stala se reprezentantkou.
První výraznější úspěchy v mezinárodním měřítku přišly v roce 1994. Probojovala se do semifinále běhu na 200 m na Mistrovství Evropy v atletice v Helsinkách. Na finálovou účast páté místo nestačilo (do finále postupovaly jen první čtyři závodnice), ale i tak její semifinálový čas 23,34 s znamenal celkové deváté místo. V tomto roce také časem 23,14 s vyhrála závod na 200 m ve finále B (První liga) Evropského poháru v atletice ve španělské Valencii.
Jejím největším úspěchem je druhé místo v běhu na 200 metrů na Halovém mistrovství Evropy v atletice ve Stockholmu v roce 1996. Zlatá medaile jí unikla jenom o jednu setinu sekundy. Rozhodla se, že nepojede na olympiádu do Atlanty, kde měla běžet ve štafetě na 4 × 400 m, protože tato trať jí nevyhovovala.
V roce 1997 se probojovala do semifinále běhu na 200 m na Halovém mistrovství světa v atletice v Paříži. Na finálovou účast třetí místo opět nestačilo (do finále postupovaly jen dvě závodnice), ale i tak její čas 23,34 s znamenal celkové deváté místo. V roce 1998 časem 22,96 s vyhrála závod na 200 m ve finále A (Super liga) Evropského poháru v atletice v ruském Petrohradě. Na Mistrovství Evropy v atletice v Budapešti se dostala do finále, kde časem 23,18 s obsadila osmé místo.
Na Halovém mistrovství světa v atletice v Maebaši v roce 1999 se Erika Suchovská probojovala do semifinále běhu na 200 m, kde časem 23,58 s obsadila čtvrté místo.
Většinu života trénovala a závodila vedle svého běžného zaměstnání. Nejdříve byla vychovatelkou a později učila na lesnickém učilišti v Bzenci. V roce 2001 se stala zaměstnankyní atletického oddílu v Jablonci nad Nisou. Atletickou kariéru se rozhodla ukončit roku 2003.
Erika Suchovská má následující osobní rekordy na otevřeném hřišti: 11,34 s na 100 m a 22,96 s na 200 m. Nejlepší výkonnost na těchto tratích měla v letech 1994 až 2000.

### Výkonnostní vývoj
| Rok  | Výkon | Místo      | Datum      |
| ---- | ----- | ---------- | ---------- |
| 2000 | 11,53 | Lisabon    | 05.08.2000 |
| 1999 | 11,45 | Ostrava    | 26.06.1999 |
| 1996 | 11,34 | Lisabon    | 28.06.1996 |
| 1995 | 11,52 | Bratislava | 30.05.1995 |
| 1994 | 11,55 | Bratislava | 01.06.1994 |

| Rok  | Výkon | Místo      | Datum      |
| ---- | ----- | ---------- | ---------- |
| 2001 | 23,47 | Braga      | 04.07.2001 |
| 1999 | 23,27 | Kassel     | 23.06.1999 |
| 1998 | 22,96 | Petrohrad  | 28.06.1998 |
| 1995 | 23,13 | Göteborg   | 09.08.1995 |
| 1994 | 23,18 | Bratislava | 01.06.1994 |